# لایحه رویه اداری
لایحه رویه اداری (ای پی ای)، Pub.L. 79-404, 60 Stat. 237, مصوب ژوئن 11, 1946، قانون موضوعه فدرال ایالات متحده است که حاکم بر نحوه پیشنهاد و ایجاد مقررات و آیین‌نامه‌ها توسط سازمان‌های اداری دولت فدرال آمریکا است و به دادگاه‌های فدرال آمریکا بر همه اقدامات سازمان‌ها نظارت اعطا می‌کند. این قانون یکی از مهمترین اجزای قانون اداری ایالات متحده است و به عنوان نوعی «قانون اساسی» برای قانون اداری ایالات متحده عمل می‌کند. 
APA هم بر وزارت خانه‌های قوه مجریه فدرال و هم بر سازمان‌های مستقل اعمال می‌شود. سناتور ایالات متحده ، پت مکرن، APA را «منشور حقوقی برای صدها هزار آمریکایی که امور آنها توسط سازمان‌های دولتی فدرال کنترل یا تنظیم می‌شود» خواند. متن APA را می‌توان در فصل ۵ کد ایالات متحده، که از بخش ۵۰۰ شروع می‌شود، یافت.